# 유럽 달 탐사선
유럽 달 탐사선(영어: European Lunar Explorer, ELE) 또는 유럽 달 착륙선(영어: European Lunar Lander, ELL)은 루마니아의 달 탐사선으로, 구글 루나 X 프라이즈 참가를 위해 비정부기구 ARCA에서 개발했으나 2014년 취소되었다.
탐사선의 중량은 탐사선을 달로 보내줄 로켓 최상단을 포함해 약 400 kg 정도로, 착륙선에는 착륙을 위해 과산화 수소 단일추진제 냉기체 추력기가 장착될 예정이었다. 착륙 예정지는 카르파투스 산맥으로, 착륙 지점 탐사를 위해 착륙 후 500 m 정도를 움직이게끔 설계되었다.